# Beacon End
Beacon End – wieś w Anglii, w hrabstwie Essex. Leży 29 km na północny wschód od miasta Chelmsford i 78 km na północny wschód od Londynu.